# Héctor Rodas
Pour les articles homonymes, voir Rodas (homonymie).
Héctor Rodas Ramírez est un footballeur espagnol, né le 7 mars 1988 à Valence en Espagne. Il évolue actuellement à l'AD Alcorcón comme défenseur central.

## Palmarès
- Betis Séville :
  - Champion de LaLiga 2 en 2015.
- Cercle Bruges :
  - Champion de Challenger Pro League en 2018.